# Трубачово (Томський район)
Трубачо́во (рос. Трубачёво) — селище у складі Томського району Томської області, Росія. Входить до складу Мирненського сільського поселення.

## Населення
Населення — 78 осіб (2010; 51 у 2002).
Національний склад (станом на 2002 рік):
- росіяни — 78 %